# Prowse Point Military Cemetery
Prowse Point Military Cemetery is een Britse militaire begraafplaats met gesneuvelden uit de Eerste Wereldoorlog, gelegen in de Belgische gemeente Komen-Waasten. De begraafplaats ligt ongeveer 2,3 km ten noordoosten van het dorpscentrum van Ploegsteert, aan de noordelijke rand van het Ploegsteertbos. Ze werd ontworpen door William Cowlishaw en wordt onderhouden door de Commonwealth War Graves Commission. Het bijna rechthoekige terrein is ongeveer 4.020 m² groot en wordt omsloten door een haag. Vooraan bij een waterpartij staat het Cross of Sacrifice. Langs het pad naar het bos van Ploegsteert ligt na 250 m Mud Corner Cemetery. 
Er liggen 243 doden begraven (waarvan 14 niet geïdentificeerd konden worden). 
Prowse Point Military Cemetery is een zogenaamde "open cemetery", wat betekent dat ze nog gebruikt wordt voor het begraven van stoffelijke resten die nog steeds in de omgeving worden gevonden.

## Geschiedenis
Deze begraafplaats is de enige die genoemd is naar een persoon. Majoor Charles B. Prowse (later benoemd tot brigadegeneraal) was bevelhebber van de 11th Infantry Bde. Hij gaf zijn naam aan een boerderij op die plek (Prowse Point Farm) die hardnekkig werd verdedigd door zijn troepen, waarbij hij zich heldhaftig zou gedragen hebben. Hij werd trouwens onderscheiden met de Orde van Voorname Dienst (DSO). Hij sneuvelde in juli 1916 en ligt begraven in Louvencourt Military Cemetery.
De begraafplaats werd aangelegd door de 2nd Royal Dublin Fusiliers en de 1st Royal Warwicks in november 1914 en is in gebruik gebleven tot april 1918. 
Er liggen 168 Britten, 14 Australiërs, 42 Nieuw-Zeelanders, 1 Canadees en 12 Duitsers begraven.

## Graven

### Onderscheiden militairen
- W. A. Connor, sergeant bij het Royal Berkshire Regiment werd onderscheiden met de Distinguished Conduct Medal (DCM) en was ook drager van het Croix de guerre (Frankrijk). Hij sneuvelde op 15 oktober 1917.
- P. C. Blazenby, schutter bij de Rifle Brigade werd onderscheiden met de Distinguished Conduct Medal (DCM).
- de korporaals P. Boddington en Frank Clarence St.George en de sergeanten Oliver Charles Gerrard en A. Dale ontvingen de Military Medal (MM). Laatstgenoemde ontving deze onderscheiding tweemaal (MM and Bar).

### Herbegraven militairen

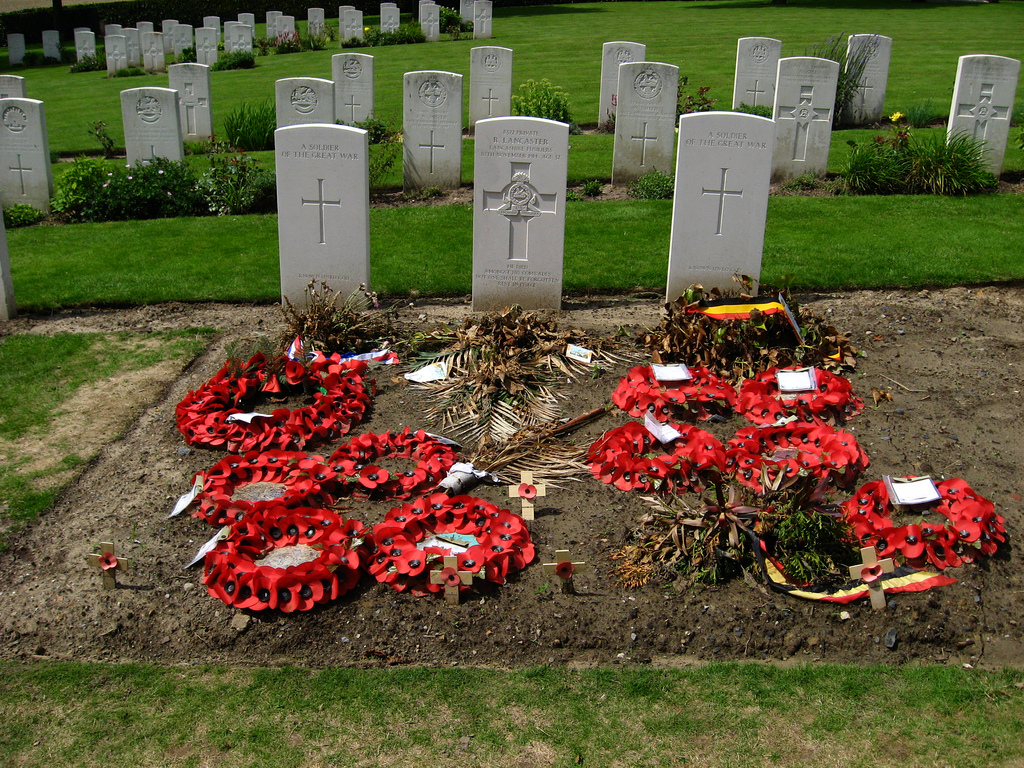
Graf van Richard Lancaster tussen de twee graven van niet-geïdentificeerde soldaten

- Soldaat Harry Wilkinson van het 2nd Bn., Lancashire Fusiliers stond als vermiste op het Ploegsteert Memorial maar werd hier, 87 jaar later, begraven nadat hij in 2000 gevonden werd in een akker. Hij was 29 jaar toen hij sneuvelde op 10 november 1914.
- Soldaat Richard Lancaster van het 2nd Bn., Lancashire Fusiliers. In 2006 werden zijn stoffelijke resten, samen met twee niet geïdentificeerde, ontdekt en op 4 juli 2007 op deze begraafplaats herbegraven. Hij was 32 jaar toen hij sneuvelde op 10 november 1914.[1]
- Soldaat Alan J. Mather van de Australian Infantry, A.I.F. Zijn stoffelijke resten werden in 2008 door archeologen gevonden. Door middel van DNA-onderzoek heeft men zijn identiteit kunnen vaststellen via een nog levende nicht van hem. Hij sneuvelde op 8 juni 1917 tijdens de Tweede Slag om Mesen en werd hier herbegraven op 22 juli 2010. Hij werd 37 jaar.[2]
- Op 16 april 2015 werden de resten van 6 Britse militairen uit de Eerste Wereldoorlog plechtig begraven. Ze werden gevonden tijdens graafwerkzaamheden in Komen-Waasten. Na onderzoek van de resten van de uniformen, insignes en dergelijke stelde men vast dat het om 2 leden van het King's Own Royal Regiment en 2 leden van de Lancashire Fusiliers ging. Van de 2 andere slachtoffers kon men geen duidelijke herkenningstekens vinden.[3]